# The Wandering Earth
Série
The Wandering Earth 2
(2023)
Pour plus de détails, voir Fiche technique et Distribution.
The Wandering Earth (chinois : 流浪地球 ; pinyin : Liúlàng dìqiú ; litt. « Terre errante » ou « Terre vagabonde ») est un film de science-fiction chinois réalisé par Frant Gwo et sorti en 2019. Il s’agit de l'adaptation de la nouvelle Terre errante de Liu Cixin, publiée en 2000, ainsi que de la première superproduction chinoise de science-fiction, avant Warriors of Future (Hong Kong) qui sort la même année, et de la première à avoir des ambitions internationales. C'est également la première fois que la censure chinoise accepte qu'un film chinois mette en scène la destruction de Pékin et de Shanghai.
Produit par le China Film Group Corporation, le film sort au cinéma en Chine le 5 février 2019. Avec Wu Jing (Wolf Warrior 2) en tête d'affiche, il est premier du box-office chinois de 2019 lors de sa première semaine d'exploitation, bénéficiant cependant de l'absence de concurrence de films étrangers, interdits en Chine durant le Nouvel An. Il devient le deuxième film ayant rapporté le plus en Chine de tous les temps avec des recettes de l'ordre de 630 millions d'euros dont 620 millions ayant été générés en Chine. Sur le plan mondial, il est le troisième film ayant rapporté le plus de l'année 2019 derrière les deux productions Disney que sont Avengers: Endgame et Captain Marvel. Par la suite, Netflix rachète les droits du film et le 30 avril 2019, il est diffusé sur sa plateforme à travers le monde.
Sa suite, The Wandering Earth 2, sort en 2023.

## Synopsis

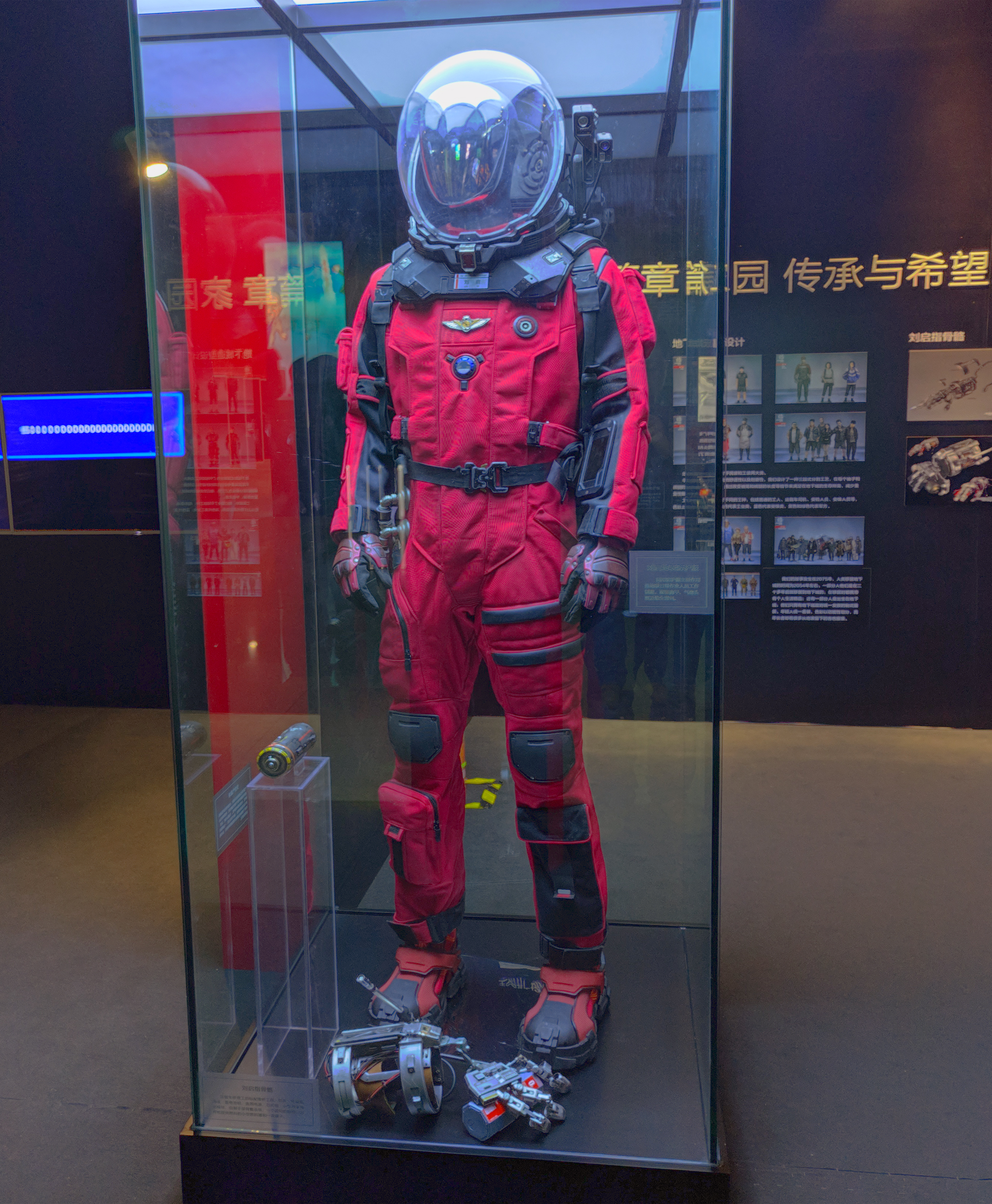
Combinaison spatiale du film.

Dans un futur proche, le Soleil vieillit et est sur le point de se transformer en géante rouge, poussant le Gouvernement de la Terre unie à fusionner en un gouvernement mondial et à lancer un projet visant à sortir la Terre du Système solaire et se rendre au système Alpha Centauri, afin de préserver l'humanité. D'énormes propulseurs fonctionnant sur l'énergie de fusion sont construits sur toute la planète pour la déplacer. La population humaine baisse sérieusement en raison des marées catastrophiques qui se produisent après l'arrêt de la rotation de la Terre avec l'allumage des propulseurs, puis plus tard, lorsque la planète s'éloigne du soleil, une grande partie de la surface gèle en raison de la baisse des températures, forçant les humains à vivre dans de vastes villes souterraines construites à proximité des propulseurs.
Liu Peiqiang (Wu Jing), un astronaute chinois, promet à son fils Liu Qi (Qu Chuxiao (en)) de revenir de sa mission dans une station spatiale pour aider la Terre à se diriger lors de sa sortie du système solaire et remet la tutelle de son fils à son beau-père Han Zi'ang (Ng Man-tat).
Plusieurs années plus tard, la mission de Liu Peiqiang est sur le point de se terminer et il se prépare à retourner sur Terre. Pour célébrer le Nouvel An chinois, Liu Qi, devenu adulte, emmène sa sœur adoptive, Han Duoduo (Zhao Jinmai), en voyage dans un camion volé en utilisant le permis de camionneur de Han Zi'ang. Ils sont arrêtés et rencontrent Tim (Mike Sui (en)). Puis Han Zi'ang arrive et essaie sans succès de les faire libérer, avant d'être à son tour enfermé pour tentative de corruption.
Lorsque la Terre passe près de Jupiter, elle est attirée par la gravité de la planète géante, ce qui provoque des tremblements de terre dévastateurs qui désactivent de nombreux propulseurs. Liu Qi, Han Duoduo, Tim et Han Zi'ang profitent du chaos pour s'échapper en utilisant le camion volé, mais celui-ci est réquisitionné par l'armée pour une opération de sauvetage. Ils doivent alors transporter un composant de moteur vers le propulseur endommagé de Hangzhou, sous la surveillance de soldats commandés par Wang Lei (Li Guangjie). Dans les ruines de Shanghai, ils perdent leur véhicule et, en transportant le composant à travers les immeubles détruits, Han Zi'ang est tué. Avec la nouvelle que le propulseur de Hangzhou est complètement compromis et la ville complètement détruite, le groupe perd temporairement espoir avant de trouver un nouveau véhicule à bord duquel se trouve un survivant, l'ingénieur de bord Li Yiyi (Zhang Yichi), qui les convainc de transporter un nouveau composant de moteur pour réparer un propulseur planétaire plus grand sur l'île de Célèbes, en Indonésie.
Dans l'espace, Liu Peiqiang reçoit l'ordre de l'intelligence artificielle commandant la station spatiale de s'échapper plutôt que de porter assistance aux humains sur Terre. Il sort de son hibernation forcée et tente d'arrêter le vaisseau spatial avec le cosmonaute russe Makarov, qui est tué par les mesures de sécurité automatiques du vaisseau. Liu Peiqiang arrive dans la salle de contrôle, mais ses autorisations ont été révoquées pour indiscipline et il ne peut rien faire pour annuler le processus de fuite.
Le groupe de Liu Qi arrive aux Célèbes pour constater que le propulseur a déjà été complètement réparé comme la plupart des propulseurs de la planète. Cependant, la Terre est en passe de dépasser la limite de Roche de Jupiter et sera détruite de toute façon car la poussée rétablie est incapable de la propulser. Liu Qi, se souvenant des leçons de son père sur la mécanique des propulseurs, propose de mettre le feu à l'hydrogène abondant sur Jupiter, ce qui éloignerait la Terre. Li Yiyi propose de concentrer la puissance du propulseur de Célèbes pour allumer un faisceau suffisamment haut pour allumer l'atmosphère de Jupiter. Le groupe subit de nouvelles secousses qui blesse plusieurs membres, et réussit à reconfigurer le propulseur pour exécuter le plan, mais il ne parvient pas à pousser le percuteur pour l'allumer.
En apprenant cela, Liu Peiqiang réussit de persuader le gouvernement de la Terre Unie d'utiliser ses canaux de communication pour faire appel au groupe de Célèbes, même si l'IA embarquée révèle que la tentative n'a aucune chance de succès, en fonction des calculs de probabilités. D'autres équipes de secours et de réparation arrivent et le propulseur est mis en marche mais ne parvient pas à enflammer l'hydrogène. Liu Peiqiang décide alors d'utiliser le moteur de la station spatiale pour enflammer l'hydrogène de Jupiter. Après avoir neutralisé l'IA en brûlant ses circuits à l'aide de la vodka que Makarov a fait passer clandestinement à bord, il pilote la navette spatiale dans le nuage situé entre Jupiter et la Terre et se sacrifie pour enflammer l'atmosphère. La Terre est sauvée de la destruction et continue à progresser vers le système stellaire de destination.
Liu Qi raconte finalement les futures étapes de migration de la Terre, un processus qui durera 2 500 ans et sera toujours entouré d'incertitude.

## Fiche technique
- Titre original : 流浪地球
- Titre international : The Wandering Earth
- Réalisation : Frant Gwo
- Scénario : Gong Ge'er, Yan Dongxu, Frant Gwo, Ye Junce, Yang Zhixue, Wu Yi et Ye Ruchang
- Musique : Roc Chen
  - Musique additionnelle : Liu Tao
- Photographie : Michael Liu
- Montage : Cheung Ka-fai (en)
- Production : Gong Ge'er
- Société de production : China Film Group Corporation et Alibaba Pictures
- Société de distribution : China Film Group Corporation (Chine) ; China Media Capital (étranger)
- Budget : 50 000 000 $ [3]
- Pays d’origine :  Chine
- Langues originales : mandarin, secondairement en russe et français, et quelques répliques en anglais, japonais, coréen, indonésien et hindi
- Format : couleur - 2,55:1 - Dolby Atmos
- Genres : science-fiction, action
- Durée : 125 minutes
- Dates de sortie :
  - Chine : 5 février 2019
  - Monde : 30 avril 2019 (sur Netflix)

## Distribution
- Wu Jing : Liu Peiqiang
- Qu Chuxiao (en) : Liu Qi
- Li Guangjie : Wang Lei
- Ng Man-tat : Han Zi'ang
- Zhao Jinmai (en) : Han Duoduo
- Mike Sui (en) : Tim
- Qu Jingjing : Zhou Qian
- Zhang Yichi : Li Yiyi
- Yang Haoyu : He Lianke
- Li Hongchen : Zhang Xiaoqiang
- Yang Yi : Yang Jie
- Jiang Zhigang : Zhao Zhigang
- Zhang Huan : Huang Ming
- Arkadiy Sharogradskiy	: Makalov, l'astronaute russe

## Production

### Préproduction
Afin de garantir la crédibilité scientifique du film, quatre experts de l'Académie chinoise des sciences sont embauchés comme consultants. Les trois mille schémas conceptuels du film et plus de huit mille sous-miroirs sont élaborés avec minutie par une équipe d'art conceptuel de trois cent personnes pendant quinze mois.

### Tournage
Le tournage principal débute le 26 mai 2017 à Qingdao dans le Shandong et se termine le 7 septembre 2017.
Weta Workshop est chargé des combinaisons spatiales, des exosquelettes et des armes futuristes du film,.

### Postproduction
Les effets visuels du film sont faits par Base FX (en) (sous la supervision de Varun Hadkar), Bottleship VFX, Dexter Studios, Macrograph, More VFX, Pixomondo (en) et Black Nomad.
La version IMAX 3D du film est réalisée à l'aide du procédé exclusif DMR (Digital Media Remastering).

### Musique
La bande originale est composée par Roc Chen et Liu Tao.

### Promotion
Le 25 décembre 2018, la première bande annonce officielle du film est présentée au musée de l'aérospatial de Chine (en) de Pékin, ainsi que l'affiche officielle.

## Accueil

### Sorties
Le 30 janvier 2019, le distributeur chinois China Media Capital (CMC Pictures) annonce qu’il a obtenu les droits internationaux et prévoit une sortie importante en Amérique du Nord le 8 février. La société sortira le film dans vingt-deux villes américaines et dans trois villes canadiennes, ainsi qu’en Australie et en Nouvelle-Zélande.
Netflix le diffuse dès le 30 avril 2019 à travers le monde.

## Distinction
- Coq d'or du meilleur film 2019[14]
- Festival international du film de Pékin 2021 : Meilleurs effets spéciaux[15]